# Ephesia disjuncta
Ephesia disjuncta là một loài bướm đêm trong họ Noctuidae.